# 战国无双 真田丸
《战国无双 真田丸》是光荣特库摩发行的動作遊戲，属于战国无双系列。本作的标语是“真田一族，热血战斗的物语”。本作于2016年11月23日率先登上日本PlayStation平台，海外版于次年上市。

## 玩法
本作继承了无双系列一贯的风格，玩家操控的武将角色在战场上勇杀敌之余可选择完成其他能提升己方士气、使战局变得有利的任务。与系列中之前的作品不同，本作中加入了日夜变化的机能，大型战斗被分为多个战役，完成每个战役更有利于大型战斗的胜利。在战斗之外，角色可以与NPC互动，探索整个战国时期日本的疆域，收集稀有物品等。这些机能日后在《真·三国无双8》的开放世界也有出现。

## 剧情
本作的情节与系列中其他游戏同样设定在日本战国时代，各地大名为权势和土地展开厮杀。但与主系列不同，《战国无双 真田丸》专注于真田家的战斗故事，剧情围绕真田昌幸和他的儿子信之、幸村展开。本作的年代跨度大致从1561年（第四次川中岛之战）至1615年（大坂之役），前后约54年。相比原作《战国无双4》，本作的故事更接近史实，例如在4代幸村和信之参加三方原之战和长篠之战，但他们当时尚年幼，且史料中没有关于他们参与这两场战役的记载。本作中，这两场戰役的主人公是他们的父亲昌幸。4代大坂夏之阵中，有真田兄弟单挑的场面，但史实中信之并未参战。本作中改由德川秀忠和真田幸村决斗。

### 可用角色
本作中可用角色阵容除了《战国无双4》的全部武将外，新加入了真田昌幸、茶茶、武田胜赖、德川秀忠、佐助等角色，可用角色总数达到61人。另外，还加入了非操控角色村松殿。因为本作引入了年龄系统，真田幸村、真田信之和德川家康都有各自专属的不同时期形象。

## 开发过程
2016年7月12日发行的《电击PlayStation》杂志首先公布了有关本作的消息。当年8月4日，光荣特库摩公布了游戏的发售日期和本作新增的角色，之后在YouTube上发布了宣传片。该年11月游戏发行，此时正值NHK大河剧《真田丸》播出高潮部分。

## 评价
《战国无双 真田丸》在各个评价机构均得到了高分，其中《Fami通》为本作各平台的表现给出了35/40的分数。本作在日本发行后一星期内，PS4平台的实体零售版游戏销量达到26,682份，令本作跃居该星期日本游戏软件销量第四高。同时，本作的PSV平台实体零售版销量达到13,049份，PS3平台的销量为11,040份。